# Ira Gershwin

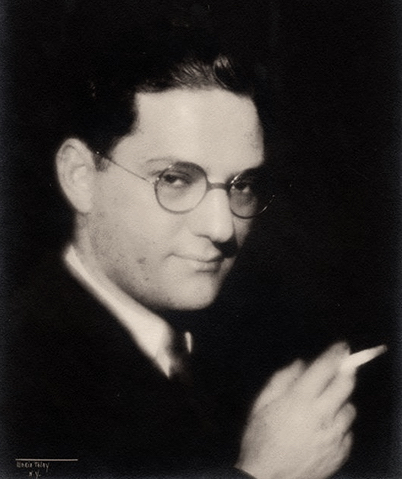
Ira Gershwin, 1925

Ira Gershwin, eigentlich Israel Gershowitz (nach anderen Quellen oft fälschlich Isidore genannt), schrieb auch unter dem Pseudonym Arthur Francis; (* 6. Dezember 1896 in New York; † 17. August 1983 in Beverly Hills) war ein US-amerikanischer Liedtexter und Librettist.

## Leben
Ira, als Kind auch Izzy genannt, war der älteste Bruder des Komponisten George Gershwin sowie zweier weiterer Geschwister, Arthur (1900–1981) und Frances (1906–1999). Gemeinsam schufen sie von 1924 bis zum frühen Tod von George im Jahre 1937 zahlreiche Standardwerke der amerikanischen Musikliteratur des 20. Jahrhunderts. Höhepunkt ihres Schaffens war die Oper Porgy and Bess. Ira schrieb die Liedtexte (bei Porgy and Bess gemeinsam mit DuBose Heyward), George komponierte die Musik. Ira und George Gershwin gehörten zu den erfolgreichsten Teams am Broadway. Für den Musiker Paul McCartney zählten die Brüder Gershwin zu seinen frühesten Helden. Ihre Werke wurden von Stars wie Fred Astaire und seiner Schwester Adele, Gertrude Lawrence, Red Nichols, Ethel Merman und Ginger Rogers aufgeführt.
Liedtexter wurde Ira Gershwin eigentlich nur durch Zufall, wie er in einer Anekdote erzählte:

„Das Klavier musste durchs Fenster in unsere Wohnung an der Lower East Side gehievt werden. Als Ältester sollte eigentlich ich Unterricht bekommen, aber George setzte sich sofort an das neue Instrument und spielte gekonnt einen populären Schlager. Wir alle waren ganz perplex, bis George uns erklärte, er habe heimlich auf dem Klavier eines Schulkameraden geübt. Ich hatte nichts dagegen, dass meine Eltern beschlossen, lieber solle George die Stunden nehmen.“

Im Jahre 1932 erhielt Ira Gershwin als erster Songtexter den renommierten Pulitzer-Preis.
Auch nach 1937 schrieb Ira Gershwin weitere Klassiker mit Komponisten wie Harold Arlen, Jerome Kern oder Kurt Weill. Songs von Ira Gershwin waren Standardrepertoire für alle großen Gesangsstars wie Judy Garland, Ella Fitzgerald, Frank Sinatra oder Barbra Streisand. Ira Gershwin war der Patenonkel von Liza Minnelli.
Im Jahr 1986 wurde Ira Gershwin gemeinsam mit seinem Bruder mit dem Grammy Trustees Award für seine Leistungen für die Musik ausgezeichnet.

## Bekannte Songs
- Summertime
- Oh, Lady Be Good!
- Fascinating Rhythm
- Someone to Watch over Me
- How Long Has This Been Going On?
- I’ve Got a Crush on You
- Liza
- Embraceable You
- I Got Rhythm
- Nice Work If You Can Get It
- I Loves You, Porgy
- I Got Plenty o’ Nuttin’
- Bess, You Is My Woman Now
- It Ain’t Necessarily So
- They Can’t Take That Away from Me
- A Foggy Day
- Let’s Call the Whole Thing Off
- Our Love Is Here to Stay
- The Man I Love
- Tschaikowsky

## Hauptwerke
- Lady, Be Good (1924), Musik von George Gershwin
- Tip-Toes (1925), Musik von George Gershwin
- Oh, Kay! (1926), Musik von George Gershwin
- Funny Face (1927), Musik von George Gershwin
- Strike Up the Band (1927/1930), Musik von George Gershwin
- Rosalie (1928), Musik von George Gershwin
- Girl Crazy (1930), Musik von George Gershwin
- Of Thee I Sing (1931), Musik von George Gershwin
- Pardon My English (1933), Musik von George Gershwin
- Let ’Em Eat Cake (1933), Musik von George Gershwin
- Life Begins at 8:40 (1934), Musik von Harold Arlen
- Porgy and Bess (1935), Musik von George Gershwin
- Lady in the Dark (1941), Musik von Kurt Weill
- The Firebrand of Florence (1945), Musik von Kurt Weill
- Park Avenue (1946), Musik von Arthur Schwartz

## Auszeichnungen
- 1932: Pulitzer-Preis zusammen mit George Simon Kaufman und Morrie Ryskind für das Stück Of Thee I Sing
- 1985: Congressional Gold Medal